# World Professional Basketball Tournament
Le World Professional Basketball Tournament était un tournoi de basket-ball réservé aux équipes professionnelles des États-Unis d'Amérique. Le tournoi était organisé à Chicago (Illinois) par le Chicago Herald American. Cet événement annuel s'est tenu entre 1939 et 1949. La plupart des équipes y participant provenaient de la National Basketball League. Les matchs se sont déroulés dans plusieurs lieux comme : le Chicago Coliseum, l'International Amphitheatre ou le Chicago Stadium.

## Palmarès des finales
| 1939 | Rens de New York              | 34-25 | All-Stars d'Oshkosh |
| 1940 | Globetrotters de Harlem       | 31-29 | Bruins de Chicago   |
| 1941 | Eagles de Détroit             | 39-37 | All-Stars d'Oshkosh |
| 1942 | All-Stars d'Oshkosh           | 43-41 | Eagles de Détroit   |
| 1943 | Bears de Washington           | 43-31 | All-Stars d'Oshkosh |
| 1944 | Zollner Pistons de Fort Wayne | 50-33 | Eagles de Détroit   |
| 1945 | Zollner Pistons de Fort Wayne | 78-52 | Acmes de Dayton     |
| 1946 | Zollner Pistons de Fort Wayne | 73-57 | All-Stars d'Oshkosh |
| 1947 | Kautskys d'Indianapolis       | 62-47 | Jeeps de Toledo     |
| 1948 | Lakers de Minneapolis         | 75-71 | Rens de New York    |

## Les MVP du tournoi
- 1939 Puggy Bell, Rens de New York
- 1940 Sonny Boswell, Globetrotters de Harlem
- 1941 Buddy Jeanette, Eagles de Détroit
- 1942 Ed Riska, All-Stars d'Oshkosh
- 1943 Curly Armstrong, Zollner Pistons de Fort Wayne
- 1944 Bobby McDermott, Zollner Pistons de Fort Wayne
- 1945 Buddy Jeanette, Zollner Pistons de Fort Wayne
- 1946 George Mikan, American Gears de Chicago
- 1947 Julie Rivlin, Jeeps de Toledo
- 1948 George Mikan, Lakers de Minneapolis